# Acaena leptacantha
Acaena leptacantha är en rosväxtart som beskrevs av Rodolfo Amando Philippi. Acaena leptacantha ingår i släktet taggpimpineller, och familjen rosväxter.

## Underarter
Arten delas in i följande underarter:
- A. l. brachyacantha
- A. l. breviscapa
- A. l. dolichacantha
- A. l. glabricupula
- A. l. grosseaculeata
- A. l. inflata
- A. l. longiscapa
- A. l. subsolida